# Збройні сили Сінгапуру

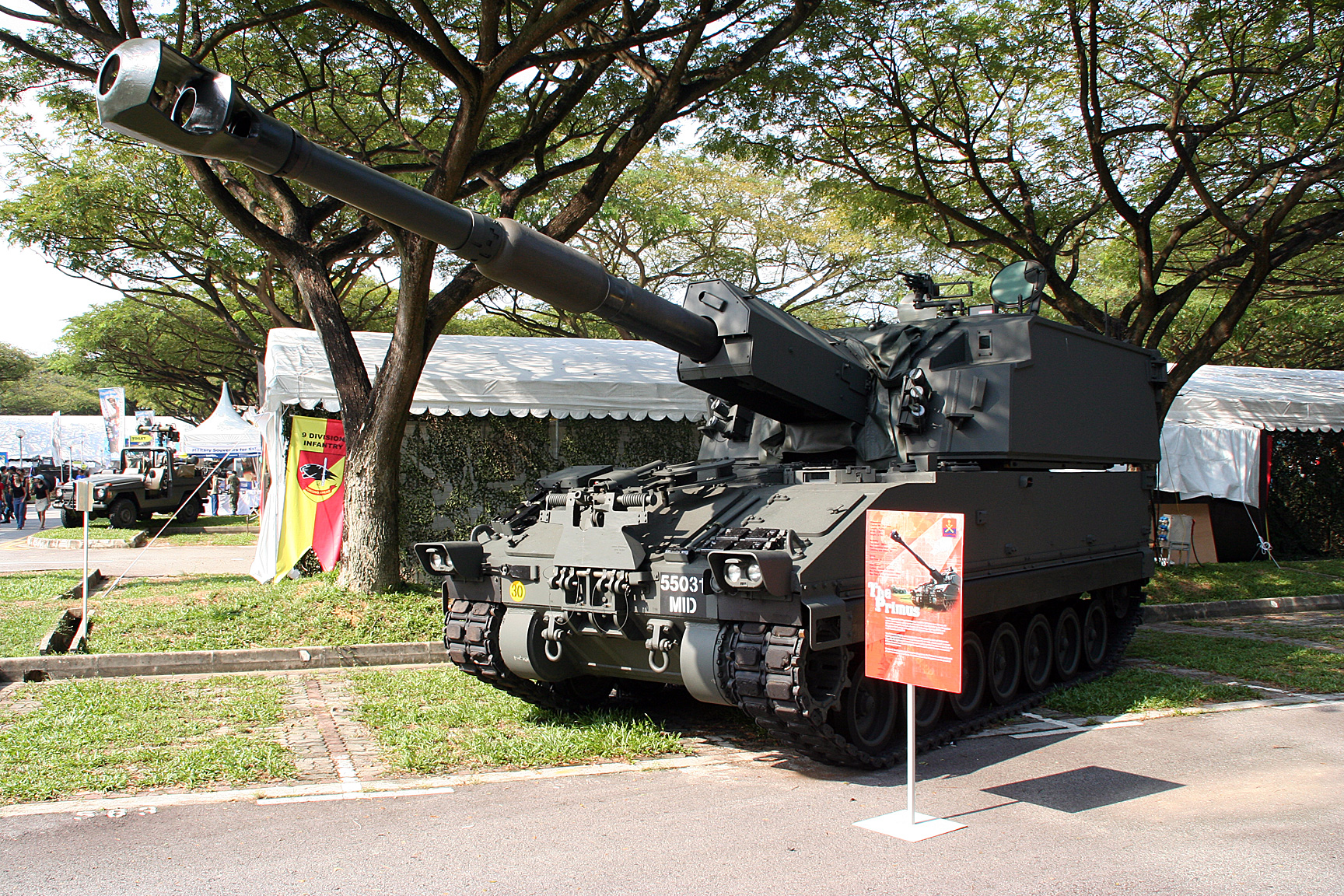
самохідна гаубиця «Primus» армії Сінгапуру

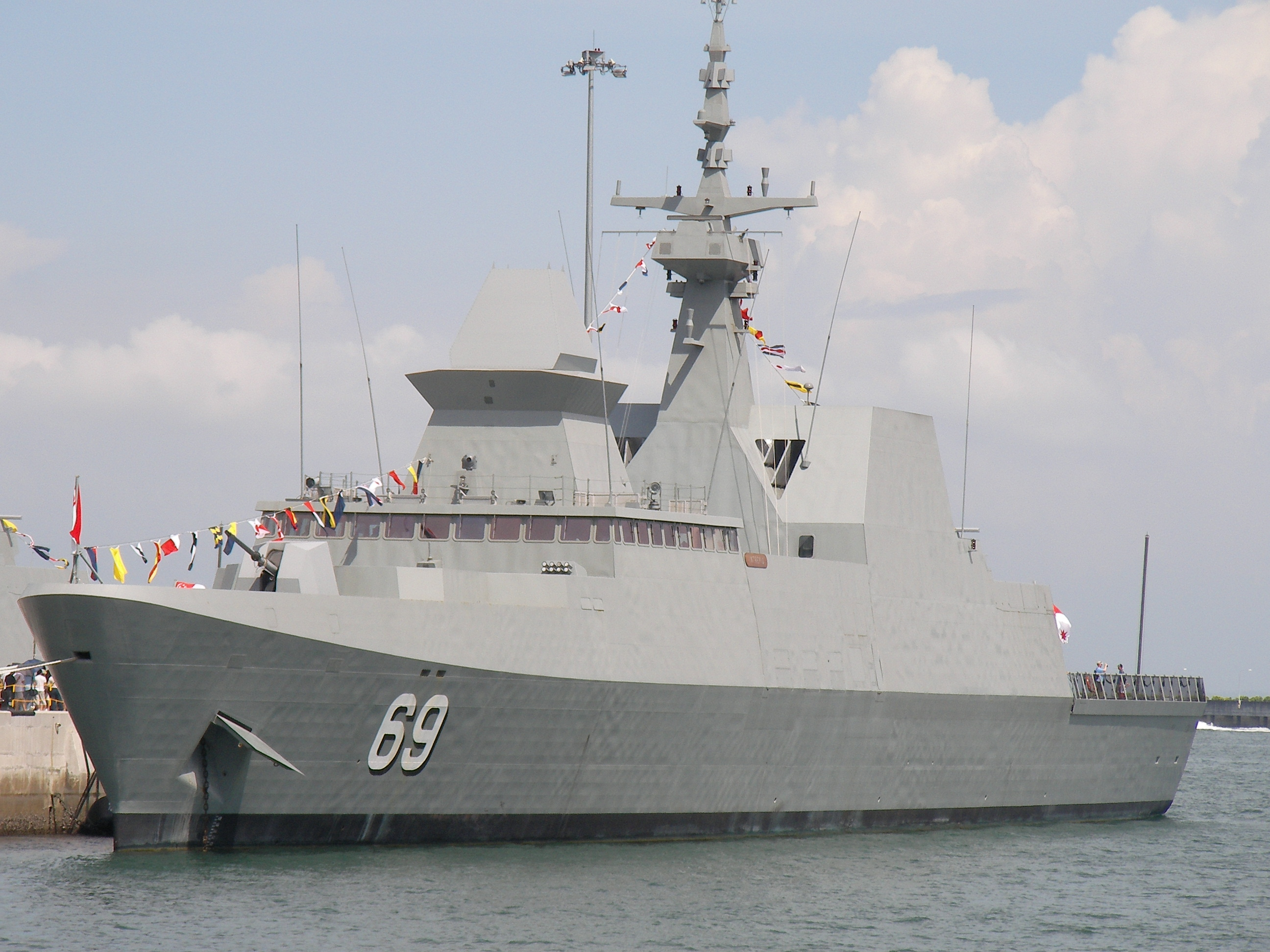
фрегат RSS «Intrepid» класу «Formidable» Військово-морських сил Сінгапуру

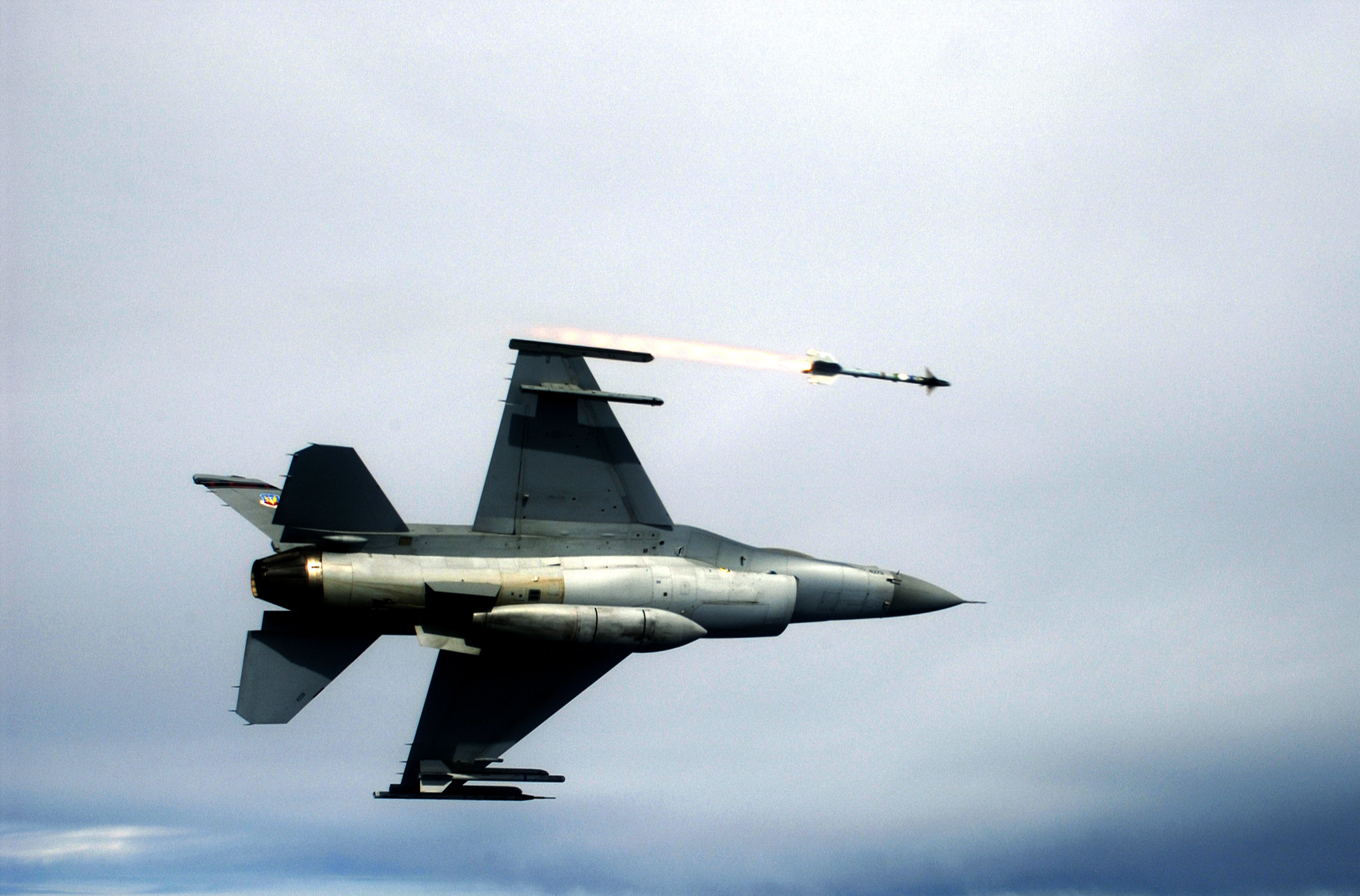
F-16C Повітряних сил Сінгапуру стріляє ракетою AIM-9 Sidewinder

Збро́йні си́ли Сінгапу́ру (англ. Singapore Armed Forces, малай. Angkatan Bersenjata Singapura, кит.: 新加坡 武装部队, там. சிங்கப்பூர் ஆயுதப்படை) складаються з ПС, ВМФ та сухопутних військ.

## Історія
Британська колоніальна адміністрація надавала Сінгапуру велике військово-стратегічне значення. Ще 1854 року був утворений Сінгапурський корпус добровольців (Singapore Volunteer Corps), який 1888 року був переформований і на його основі створена Сінгапурська добровольча артилерія (Singapore Volunteer Artillery), девізом якої стало In Oriente Primus («Перший на Сході»); девіз досі використовується в сінгапурській артилерії.
З 1961 року сінгапурська армія має офіційну назву «Сінгапурські збройні сили». На момент створення армія складалася з двох піхотних полків, якими командували британські офіцери.
Повітряні сили Сінгапуру були сформовані 1968 року.
Військові Сінгапуру регулярно беруть участь у миротворчих операціях ООН.
1991 року Збройні сили Сінгапуру взяли обмежену участь у війні в Перській затоці, направивши військово-медичний персонал в британський військовий госпіталь, розгорнутий на території міжнародного аеропорту «Король Халід» в Ріяді (Operation Nightingale).
У період з травня 2007 року до 22 червня 2013 військовий контингент Сінгапуру брав участь у війні в Афганістані. У загальній складності, з урахуванням ротацій особового складу, у військовій операції на території Афганістану брали участь близько 500 військовослужбовців Сінгапуру.

## Сучасний стан
Збройні сили Сінгапуру очолюються головнокомандувачем у званні генерал-лейтенанта, якому підпорядковуються глави армії, флоту та авіації, які мають звання генерал-майора. Начальник штабу армії підпорядковується головнокомандувачу та постійному заступнику міністра оборони.
Сухопутні війська останнім часом налічують близько 72 000 військовослужбовців.
ПС Сінгапуру складаються з 3000 осіб, одного авіаційного полку та навчальної ланки.
ВМС має на озброєнні підводні човни, корвети, фрегати, десятки катерів берегової охорони, дві військові бази.
У разі військового конфлікту армія Сінгапуру здатна мобілізувати понад 300 000 солдатів та офіцерів.

## Професійні свята
- День сінгапурської армії відзначається 1 липня.